# Pend d’Oreille
Pend d’Oreille lub Kalispelowie (nazwa własna) – plemię Indian Ameryki Północnej zamieszkujące obszary nad rzeką Pend Oreille, w stanie Idaho.
Pierwsi Francuzi, którzy się z nimi zetknęli, nazwali ich Pend d’Oreille od wielkich kolczyków z muszli noszonych zarówno przez kobiety, jak i mężczyzn.
Obecnie niewielka liczba tych Indian zamieszkuje północne obszary stanu Idaho.